# Engelina
Engelina Andrina Larsen lub Engelina (ur. 1978 na Bornholmie) – duńska piosenkarka i autorka tekstów. Występowała w zespole Sha Li Mar wraz z Christiną Undhjem i Idą Corr.

## Dyskografia

### Albumy studyjne
| 2001                           | Intuition (feat. DJ Encore) - Data wydania: 8 października 2001 - Wytwórnia: Universal Music, Universal Music Denmark, MCA Records, Ukrainian Records | 7 |
| 2002                           | Sha Li Mar (w zespole Sha Li Mar) - Data wydania: 11 listopada 2002 - Wytwórnia: CMC Entertainment                                                    | – |
| „–” pozycja nie była notowana. | |   |

### Single
| 2001                           | „I See Right Through to You” (feat. DJ Encore) | 1 | 66 |
| 2002                           | „Walking in the Sky” (feat. DJ Encore)         | – | –  |
| 2002                           | „High on Life” (feat. DJ Encore)               | – | –  |
| 2002                           | „You’ve Got a Way” (feat. DJ Encore)           | – | –  |
| ”–” pozycja nie była notowana. |                                                |   |    |

## Napisane single
| Rok  | Artysta                  | Album/Singel                          | Piosenka                              |
| ---- | ------------------------ | ------------------------------------- | ------------------------------------- |
| 2001 | DJ Encore feat. Engelina | Intuition                             | „Open Your Eyes”                      |
| 2001 | DJ Encore feat. Engelina | Intuition                             | „I See Right Through to You”          |
| 2001 | DJ Encore feat. Engelina | Intuition                             | „High on Life”                        |
| 2001 | DJ Encore feat. Engelina | Intuition                             | „Talk to Me”                          |
| 2001 | DJ Encore feat. Engelina | Intuition                             | „Intuition”                           |
| 2001 | DJ Encore feat. Engelina | Intuition                             | „You’ve Got a Way”                    |
| 2001 | DJ Encore feat. Engelina | Intuition                             | „Walking in the Sky”                  |
| 2001 | DJ Encore feat. Engelina | Intuition                             | „Chemistry”                           |
| 2001 | DJ Encore feat. Engelina | Intuition                             | „Out There”                           |
| 2001 | DJ Encore feat. Engelina | Intuition                             | „Show Me”                             |
| 2001 | DJ Encore feat. Engelina | Intuition                             | „Stay”                                |
| 2001 | DJ Encore feat. Engelina | Intuition                             | „Another Day”                         |
| 2003 | Mighty House Rocker      | „Ragtime in Bollywood” (Play with Me) | „Ragtime in Bollywood” (Play with Me) |
| 2003 | Balthazar                | „Insanity”                            | „Insanity”                            |
| 2004 | Moth feat. Engelina      | „Foxy”                                | „Foxy”                                |
| 2004 | Multiple Personalities   | „Incredible”                          | „Incredible”                          |
| 2004 | Maria Lucia              | That’s Just Me                        | „Free”                                |
| 2005 | Asle feat. Engelina      | „Remedy”                              | „Remedy”                              |
| 2006 | Cara Dove                | „Freak for Love”                      | „Freak for Love”                      |
| 2006 | Moth                     | „Jade”                                | „Jade”                                |
| 2006 | Chris Minh Doky          | The Nomad Diaries                     | „If I Run”                            |
| 2006 | Chris Minh Doky          | The Nomad Diaries                     | „Satellite”                           |
| 2007 | Kylie Minogue            | X                                     | „Like a Drug”                         |
| 2008 | Ayoe Angelica            | I’m Amazed                            | „Get a Hold”                          |
| 2008 | Ayoe Angelica            | I’m Amazed                            | „Sugar”                               |
| 2008 | Ayoe Angelica            | I’m Amazed                            | „Face with Nobody”                    |
| 2008 | Ayoe Angelica            | I’m Amazed                            | „Never Drown”                         |
| 2010 | Basshunter               | „Saturday”                            | „Saturday”                            |
| 2010 | f(x)                     | NU ABO                                | "NU ABO”                              |